# Nelli Neumann
Nelli Neumann (Breslau, Reino da Prússia, 3 de janeiro de 1886 – 1942) foi uma matemática alemã que trabalhou com geometria sintética. Foi uma das primeiras mulheres a obter um doutorado em matemática em uma universidade da Alemanha.

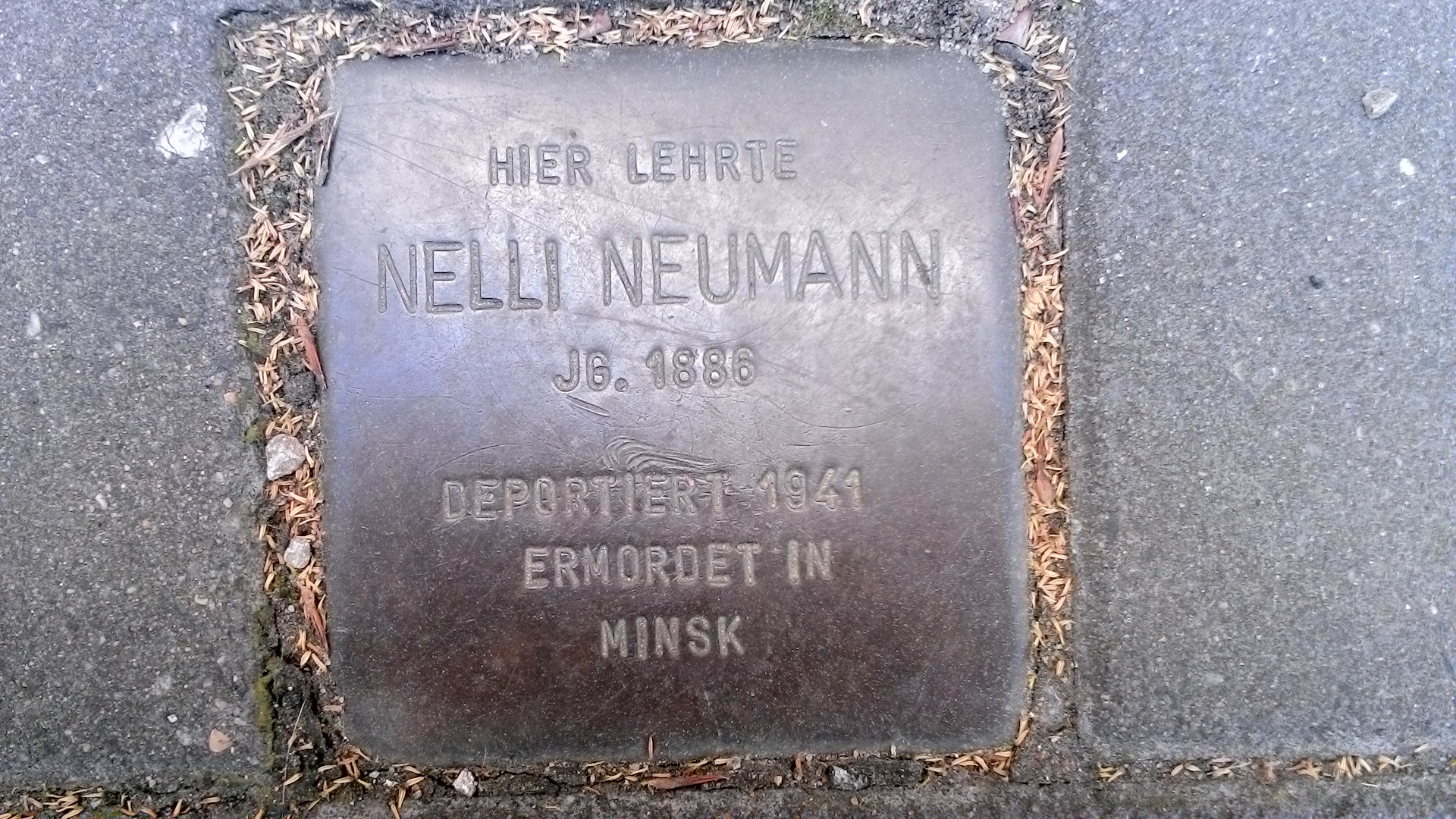
Stolperstein em Essen

## Biografia
Nelli Neumann nasceu em Breslau, Reino da Prússia, filha única dos pais judeus Max Neumann, oficial de justiça, e Sophie Neumann, que morreu quando Nelli tinha dois anos de idade. Após dez anos na escola privada Höhere Töchterschule em Breslau, foi professora no König-Wilhelm-Gymnasium em 1905. Seu pai promoveu seu talento matemático com aulas particulares de matemática dadas por Richard Courant. Estudou juntamente com Richard Courant na Universidade de Breslau e na Universidade de Zurique. Retornou para Breslau por causa de seu doutorado, que completou em 1909, orientada por Rudolf Sturm. Após Courant receber seu grau de pós-doutorado na Universidade de Göttingen, casaram no verão de 1912.
Recusando um cargo de pós-doutorado na Universidade de Breslau, fez cursos que a qualificaram para se tornar professora de escola secundária. Em 16 de fevereiro de 1916 divorciou-se de Courant. Após a Primeira Guerra Mundial lecionou em uma escola de meninas em Essen, mas perdeu sua posição quando os nazistas tomaram o poder em 1933. Em 10 de novembro de 1941 foi deportada para Minsk, onde foi executada em 1942.